# Coluber constrictor
Coluber constrictor – gatunek węża z podrodziny Colubrinae w rodzinie połozowatych (Colubridae).

## Występowanie
Ameryka Północna – od skrajnego południa Kanady na południe przez USA i Meksyk po Belize i Gwatemalę.

## Systematyka
Gatunek ten jest jedynym przedstawicielem rodzaju Coluber. Dawniej do tego rodzaju zaliczano gatunki przeniesione później do rodzajów Argyrogena, Bamanophis, Dolichophis, Hemerophis, Hemorrhois, Hierophis, Orientocoluber i Platyceps. Niektórzy autorzy z rodzajem Coluber synonimizowali rodzaje Masticophis i Ptyas.
Wyróżnia się następujące podgatunki Coluber constrictor:
- Coluber constrictor anthicus (Cope, 1862)
- Coluber constrictor constrictor Linnaeus, 1758
- Coluber constrictor etheridgei Wilson, 1970
- Coluber constrictor flaviventris Say, 1823
- Coluber constrictor foxii (Baird & Girard, 1853)
- Coluber constrictor helvigularis Auffenberg, 1955
- Coluber constrictor latrunculus Wilson, 1970
- Coluber constrictor mormon (Baird & Girard, 1852)
- Coluber constrictor oaxaca (Jan, 1863)
- Coluber constrictor paludicola Auffenberg & Babitt, 1955
- Coluber constrictor priapus Dunn & Wood, 1939